# Coffeen (Illinois)
Coffeen je grad u američkoj saveznoj državi Ilinois. Prema popisu stanovništva iz 2010. u njemu je živjelo 685 stanovnika.